# 廉江青年抗敌同志会旧址
廉江青年抗敌同志会旧址，位于中国广东省湛江市廉江市廉城镇北街，为湛江市廉江市的一个市级文物保护单位，类型为近现代重要史迹及代表性建筑，公布时间为1981年11月12日。
廉江青年抗敌同志会旧址的历史年代为抗日战争时期。